# Miss Polski 2011
Miss Polski 2011 – dwudziesta druga gala konkursu Miss Polski, która odbyła się 27 sierpnia 2011 roku, po raz czwarty w Amfiteatrze w Płocku. W konkursie wzięły udział 24 kandydatki wybrane w eliminacjach regionalnych konkursów Miss Polski.
Galę poprowadzili prezenterzy telewizyjni Maciej Dowbor oraz Krzysztof Ibisz, a także aktorka i prezenterka Katarzyna Cichopek. Transmisję przeprowadziła telewizja Polsat. Podczas gali konkursowej wystąpili: zespół Volver, Alicja Węgorzewska, Magda Femme oraz Michał Wiśniewski.
Miss Polski 2011 została 22-letnia Miss Pomorza Zachodniego 2011, pochodząca ze Szczecina – Angelika Ogryzek. Zwyciężczyni oprócz tytułu otrzymała w nagrodę samochód Kia Picanto.

## Rezultat finałowy
| Rezultat         | Kandydatka                                                                                          |
| Miss Polski 2011 | - Angelika Ogryzek                                                                                  |
| 1. wicemiss      | - Amanda Warecka                                                                                    |
| 2. wicemiss      | - Marta Kownierowicz                                                                                |
| 3. wicemiss      | - Justyna Karłowska                                                                                 |
| 4. wicemiss      | - Ewelina Radgowska                                                                                 |
| Top 10           | - Małgorzata Bieńkowska - Joanna Chudzińska - Jagoda Drzymalska - Natalia Pelak - Kamila Wenderlich |

### Wyróżnienia
| Wyróżnienie                  | Kandydatka       |
| Miss widzów telewizji Polsat | - Amanda Warecka |
| Miss Polski Plotka           | - Amanda Warecka |

## Lista kandydatek
24 kandydatki konkursu Miss Polski 2011:
| Nr | Województwo         | Kandydatka            | Wiek | Wzrost | Miejscowość        |
| -- | ------------------- | --------------------- | ---- | ------ | ------------------ |
| 1  | Wielkopolskie       | Małgorzata Bieńkowska | 22   | 1.72   | Suchy Las          |
| 2  | Śląskie             | Sandra Biernacka      | 18   | 1.69   | Mysłowice          |
| 3  | Dolnośląskie        | Joanna Chudzińska     | 21   | 1.78   | Głogów             |
| 4  | Pomorskie           | Jagoda Drzymalska     | 18   | 1.75   | Gdynia             |
| 5  | Niemcy              | Dayana Grobarek       | 19   | 1.78   | Velbert            |
| 6  | Wielkopolskie       | Katarzyna Jędroszka   | 19   | 1.78   | Droszew            |
| 7  | Mazowieckie         | Justyna Karłowska     | 20   | 1.73   | Mrowiska           |
| 8  | Kujawsko-pomorskie  | Magdalena Kołcz       | 23   | 1.75   | Toruń              |
| 9  | Świętokrzyskie      | Anita Kosmala         | 20   | 1.72   | Skarżysko-Kamienna |
| 10 | Warmińsko-mazurskie | Kamila Kościuch       | 19   | 1.78   | Elbląg             |
| 11 | Podlaskie           | Marta Kownierowicz    | 23   | 1.74   | Czarna Białostocka |
| 12 | Wielkopolskie       | Daria Martyka         | 24   | 1.80   | Pleszew            |
| 13 | Australia           | Dorota Masło          | 22   | 1.72   | Melbourne          |
| 14 | Pomorskie           | Magdalena Niziołek    | 20   | 1.80   | Kwidzyn            |
| 15 | Zachodniopomorskie  | Angelika Ogryzek      | 19   | 1.75   | Szczecin           |
| 16 | Dolnośląskie        | Natalia Pelak         | 18   | 1.72   | Lubin              |
| 17 | Zachodniopomorskie  | Olga Płosaj           | 23   | 1.74   | Dziwnów            |
| 18 | Małopolskie         | Sylwia Popławska      | 22   | 1.75   | Kasina Wielka      |
| 19 | Pomorskie           | Aurelia Pupacz        | 20   | 1.78   | Przodkowo          |
| 20 | Mazowieckie         | Ewelina Radgowska     | 19   | 1.75   | Płock              |
| 21 | Śląskie             | Kamila Tolasz         | 20   | 1.74   | Jasienica          |
| 22 | Lubelskie           | Amanda Warecka        | 18   | 1.73   | Lublin             |
| 23 | Kujawsko-pomorskie  | Kamila Wenderlich     | 18   | 1.71   | Włocławek          |
| 24 | Mazowieckie         | Aleksandra Witkowska  | 19   | 1.70   | Legionowo          |

## Jurorzy
W jury zasiedli między innymi:
- Agata Szewioła – Miss Polski 2010
- Izabella Miko – aktorka, modelka
- Artur Partyka – były skoczek wzwyż
- Gerhard Parzutka von Lipiński – prezes konkursu Miss Polski

## Międzynarodowe konkursy
| Kandydatka         | Konkurs                                           | Rezultat    |
| ------------------ | ------------------------------------------------- | ----------- |
| Angelika Ogryzek   | Miss World 2011                                   | –           |
| Angelika Ogryzek   | Miss Supranational 2013                           | Top 20      |
| Angelika Ogryzek   | Miss Grand International 2014                     | Top 10      |
| Amanda Warecka     | Miss Tourism Queen of the Year International 2011 | 2. wicemiss |
| Amanda Warecka     | Miss Tourism Queen International 2011             | –           |
| Marta Kownierowicz | Miss Globe 2011                                   | Top 15      |